# Labarthe (Tarn-et-Garonne)
Pour les articles homonymes, voir Labarthe.
Labarthe (Labarta en occitan) est une commune française située dans le nord du département de Tarn-et-Garonne, en région Occitanie.
Sur le plan historique et culturel, la commune est dans le Quercy Blanc, correspondant à la partie méridionale du Quercy, devant son nom à ses calcaires lacustres du Tertiaire.
Exposée à un climat océanique altéré, elle est drainée par le Lemboulas, la Lupte, le Petit Lembous et par divers autres petits cours d'eau. La commune possède un patrimoine naturel remarquable composé de deux zones naturelles d'intérêt écologique, faunistique et floristique.
Labarthe est une commune rurale qui compte 390 habitants en 2022, après avoir connu un pic de population de 1 204 habitants en 1841.  Elle fait partie de l'aire d'attraction de Montauban. Ses habitants sont appelés les Labarthais ou  Labarthaises.

## Géographie

### Localisation
La commune est située en bordure du Haut Quercy, limitrophe du département du Lot, sur la Lupte et le Lemboulas.
Les productions y sont très variées : polyculture, élevage, vignes et vergers, maraîchages et cultures biologiques. Le relief vallonné où alternent bois et terres cultivées offre des paysages d'une grande diversité.

### Communes limitrophes
Les communes limitrophes sont  Castelnau-Montratier, Molières, Puycornet et Vazerac.
|         | Castelnau Montratier-Sainte Alauzie (Lot) |          |
| Vazerac | Labarthe                                  | Molières |
|         | Puycornet                                 |          |

### Hydrographie

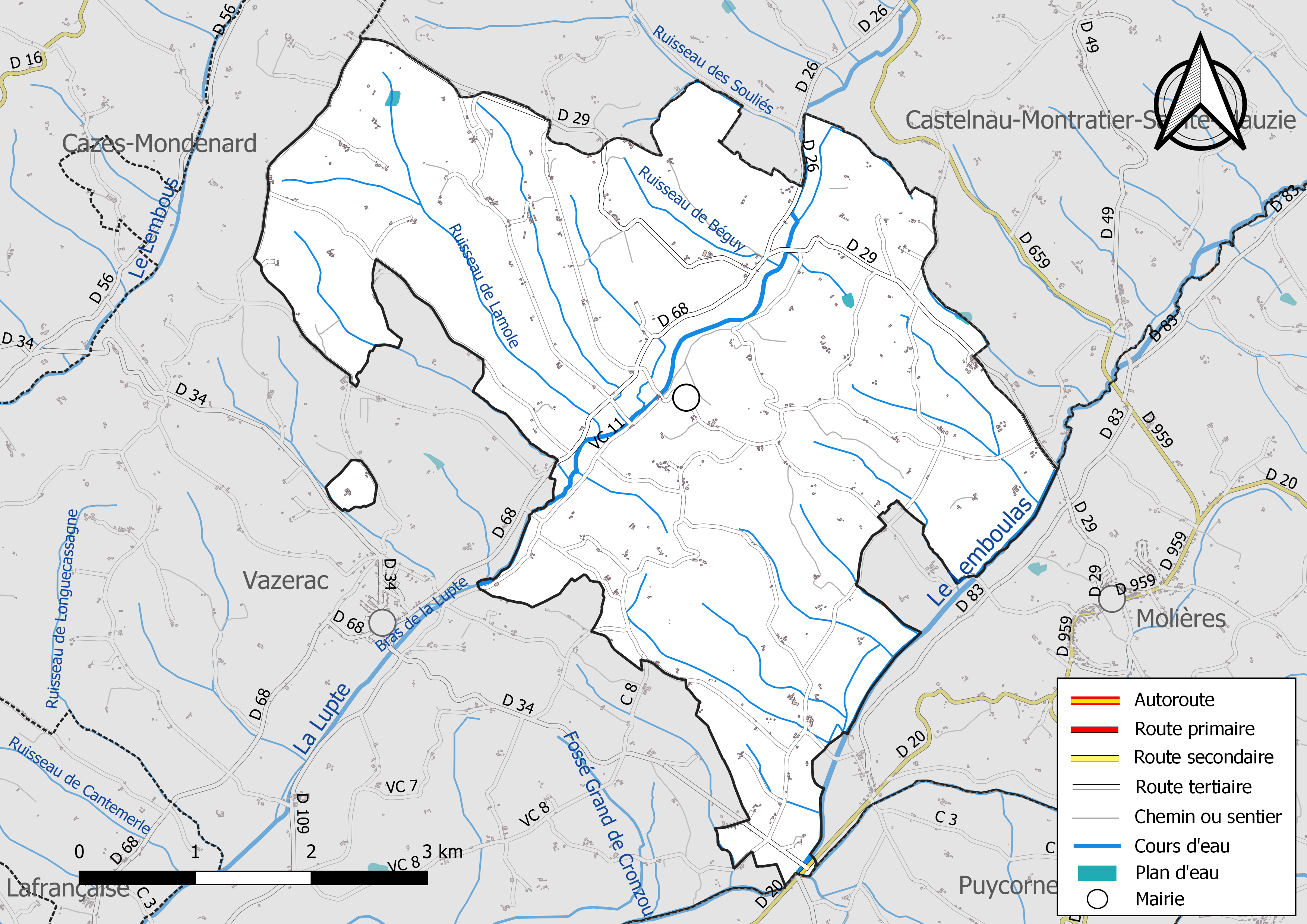
Réseaux hydrographique et routier de Labarthe.

La commune est dans le bassin versant de la Garonne, au sein du bassin hydrographique Adour-Garonne. Elle est drainée par le Lemboulas, la Lupte, le Petit Lembous, le ruisseau de Béguy, le ruisseau de Lamole, le ruisseau des Souliés et par divers petits cours d'eau, constituant un réseau hydrographique de 40 km de longueur totale,.
Le Lemboulas, d'une longueur totale de 56,7 km, prend sa source dans la commune de Lalbenque et s'écoule du nord-est au sud-ouest. Il traverse la commune et se jette dans le Tarn à Castelsarrasin, après avoir traversé 15 communes.
La Lupte, d'une longueur totale de 27,1 km, prend sa source dans la commune de Pern et s'écoule du nord-est au sud-ouest. Elle traverse la commune et se jette dans le Lemboulas à Lafrançaise, après avoir traversé 7 communes.
Le Petit Lembous, d'une longueur totale de 19,9 km, prend sa source dans la commune de Montpezat-de-Quercy et s'écoule du nord-est au sud-ouest. Il traverse la commune et se jette dans le Lemboulas à Puycornet, après avoir traversé 8 communes.

### Climat
Pour des articles plus généraux, voir Climat de l'Occitanie et Climat de Tarn-et-Garonne.
En 2010, le climat de la commune est de type climat du Bassin du Sud-Ouest, selon une étude du Centre national de la recherche scientifique s'appuyant sur une série de données couvrant la période 1971-2000. En 2020, Météo-France publie une typologie des climats de la France métropolitaine dans laquelle la commune est exposée à un climat océanique altéré et est dans la région climatique Aquitaine, Gascogne, caractérisée par une pluviométrie abondante au printemps, modérée en automne, un faible ensoleillement au printemps, un été chaud (19,5 °C), des vents faibles, des brouillards fréquents en automne et en hiver et des orages fréquents en été (15 à 20 jours).
Pour la période 1971-2000, la température annuelle moyenne est de 13,4 °C, avec une amplitude thermique annuelle de 16 °C. Le cumul annuel moyen de précipitations est de 803 mm, avec 9,9 jours de précipitations en janvier et 6 jours en juillet. Pour la période 1991-2020, la température moyenne annuelle observée sur la station météorologique de Météo-France la plus proche, « Durfort », sur la commune de Durfort-Lacapelette à 13 km à vol d'oiseau, est de 14,0 °C et le cumul annuel moyen de précipitations est de 759,5 mm. 
La température maximale relevée sur cette station est de 42 °C, atteinte le 12 août 2003 ; la température minimale est de −13 °C, atteinte le 9 février 2012,,.
Les paramètres climatiques de la commune ont été estimés pour le milieu du siècle (2041-2070) selon différents scénarios d'émission de gaz à effet de serre à partir des nouvelles projections climatiques de référence DRIAS-2020. Ils sont consultables sur un site dédié publié par Météo-France en novembre 2022.

### Milieux naturels et biodiversité

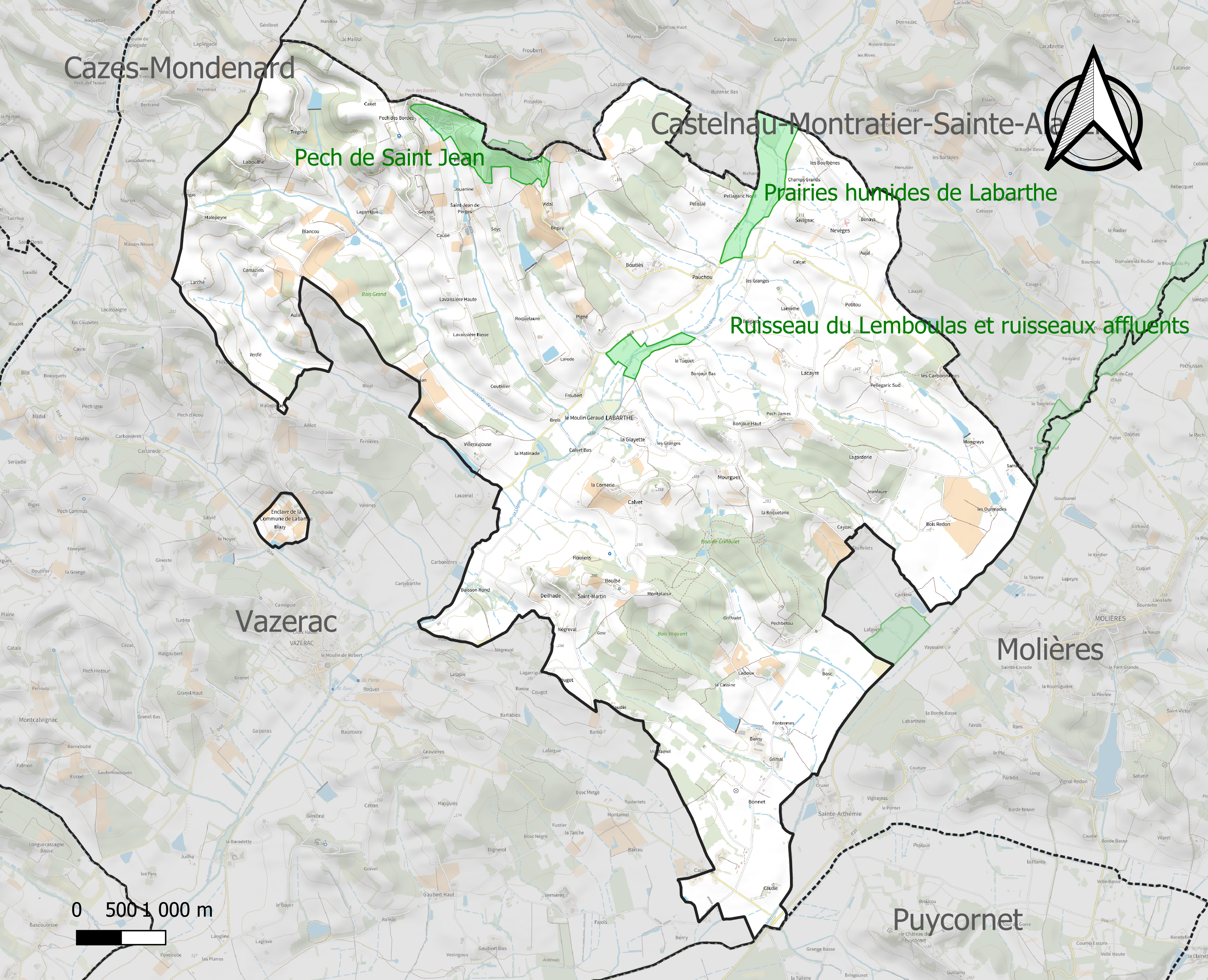
Carte des ZNIEFF de type 1 localisées sur la commune.

L’inventaire des zones naturelles d'intérêt écologique, faunistique et floristique (ZNIEFF) a pour objectif de réaliser une couverture des zones les plus intéressantes sur le plan écologique, essentiellement dans la perspective d’améliorer la connaissance du patrimoine naturel national et de fournir aux différents décideurs un outil d’aide à la prise en compte de l’environnement dans l’aménagement du territoire.
Deux ZNIEFF de type 1 sont recensées sur la commune :
le « pech de Saint Jean » (27 ha), couvrant 2 communes dont une dans le Lot et une dans le Tarn-et-Garonne, et 
les « prairies humides de Labarthe » (47 ha), couvrant 3 communes dont une dans le Lot et deux dans le Tarn-et-Garonne.

## Urbanisme

### Typologie
Au 1er janvier 2024, Labarthe est catégorisée commune rurale à habitat très dispersé, selon la nouvelle grille communale de densité à sept niveaux définie par l'Insee en 2022.
Elle est située hors unité urbaine. Par ailleurs la commune fait partie de l'aire d'attraction de Montauban, dont elle est une commune de la couronne,. Cette aire, qui regroupe 50 communes, est catégorisée dans les aires de 50 000 à moins de 200 000 habitants,.

### Occupation des sols
L'occupation des sols de la commune, telle qu'elle ressort de la base de données européenne d’occupation biophysique des sols Corine Land Cover (CLC), est marquée par l'importance des territoires agricoles (88,1 % en 2018), une proportion identique à celle de 1990 (88,1 %). La répartition détaillée en 2018 est la suivante : 
zones agricoles hétérogènes (48 %), terres arables (35,8 %), forêts (11,9 %), prairies (3 %), cultures permanentes (1,4 %). L'évolution de l’occupation des sols de la commune et de ses infrastructures peut être observée sur les différentes représentations cartographiques du territoire : la carte de Cassini (XVIIIe siècle), la carte d'état-major (1820-1866) et les cartes ou photos aériennes de l'IGN pour la période actuelle (1950 à aujourd'hui).

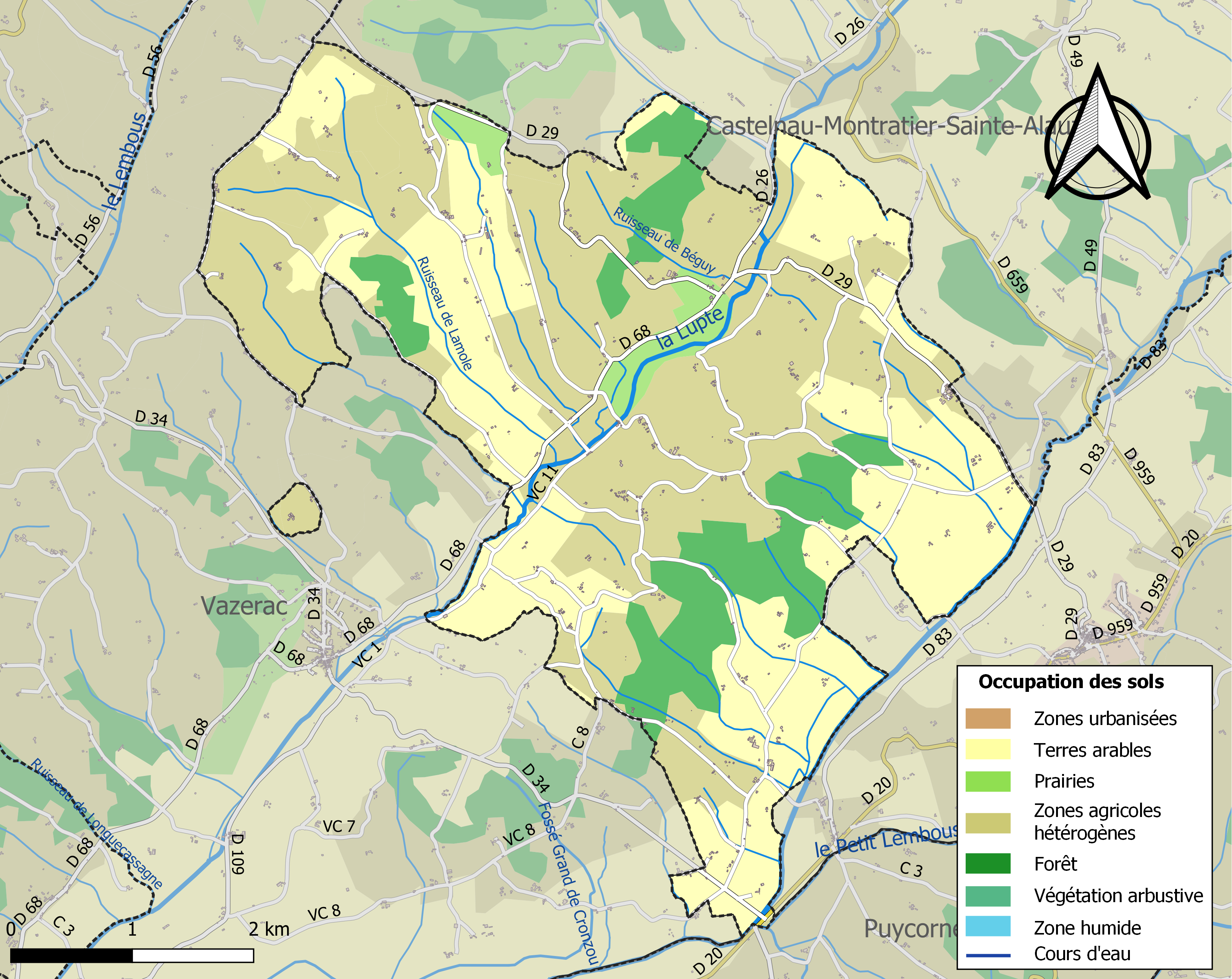
Carte des infrastructures et de l'occupation des sols de la commune en 2018 (CLC).

### Risques majeurs
Le territoire de la commune de Labarthe est vulnérable à différents aléas naturels : météorologiques (tempête, orage, neige, grand froid, canicule ou sécheresse), inondations, mouvements de terrains et séisme (sismicité très faible). Il est également exposé à un risque technologique,  le transport de matières dangereuses. Un site publié par le BRGM permet d'évaluer simplement et rapidement les risques d'un bien localisé soit par son adresse soit par le numéro de sa parcelle.

#### Risques naturels
Certaines parties du territoire communal sont susceptibles d’être affectées par le risque d’inondation par débordement de cours d'eau, notamment le Lemboulas, la Lupte et le Petit Lembous. La cartographie des zones inondables en ex-Midi-Pyrénées réalisée dans le cadre du XIe Contrat de plan État-région, visant à informer les citoyens et les décideurs sur le risque d’inondation, est accessible sur le site de la DREAL Occitanie. La commune a été reconnue en état de catastrophe naturelle au titre des dommages causés par les inondations et coulées de boue survenues en 1982, 1992, 1993, 1999, 2010 et 2015,.
Labarthe est exposée au risque de feu de forêt. Le département de Tarn-et-Garonne présentant toutefois globalement un niveau d’aléa moyen à faible très localisé, aucun Plan départemental de protection des forêts contre les risques d’incendie de forêt (PFCIF) n'a été élaboré. Le débroussaillement aux abords des maisons constitue l’une des meilleures protections pour les particuliers contre le feu,.

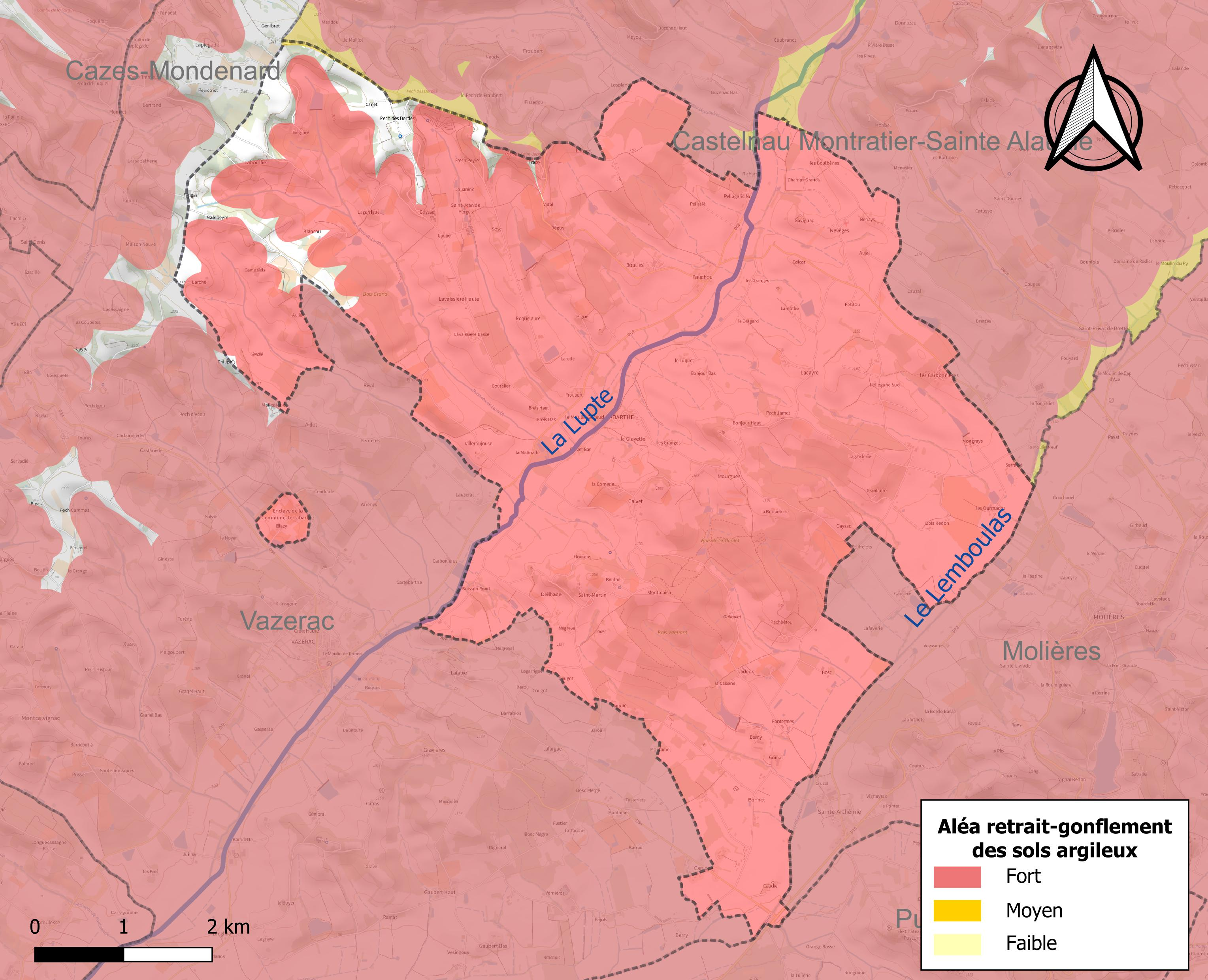
Carte des zones d'aléa retrait-gonflement des sols argileux de Labarthe.

Les mouvements de terrains susceptibles de se produire sur la commune sont des tassements différentiels.
Le retrait-gonflement des sols argileux est susceptible d'engendrer des dommages importants aux bâtiments en cas d’alternance de périodes de sécheresse et de pluie. 95,6 % de la superficie communale est en aléa moyen ou fort (92 % au niveau départemental et 48,5 % au niveau national). Sur les 214 bâtiments dénombrés sur la commune en 2019, 202 sont en aléa moyen ou fort, soit 94 %, à comparer aux 96 % au niveau départemental et 54 % au niveau national. Une cartographie de l'exposition du territoire national au retrait gonflement des sols argileux est disponible sur le site du BRGM,.
Par ailleurs, afin de mieux appréhender le risque d’affaissement de terrain, l'inventaire national des cavités souterraines permet de localiser celles situées sur la commune.
Concernant les mouvements de terrains, la commune a été reconnue en état de catastrophe naturelle au titre des dommages causés par la sécheresse en 1989, 1991, 1993, 1996, 1998, 1999, 2002, 2003, 2009, 2011, 2012 et 2017 et par des mouvements de terrain en 1999.

#### Risques technologiques
Le risque de transport de matières dangereuses sur la commune est lié à sa traversée par des infrastructures routières ou ferroviaires importantes ou la présence d'une canalisation de transport d'hydrocarbures. Un accident se produisant sur de telles infrastructures est susceptible d’avoir des effets graves sur les biens, les personnes ou l'environnement, selon la nature du matériau transporté. Des dispositions d’urbanisme peuvent être préconisées en conséquence.

## Histoire
C'est au XIe siècle que Gausbert Ier de Gordon, baron de Castelnau des Vaux fit élever un château fort, sur la motte féodale, et c'est au XIIe siècle que la population crée un village autour des murailles du château.
Lors de la croisade contre les cathares en 1214 toute la baronnie et le château furent détruits une première fois. Le château est reconstruit en 1230 et le village va se développer. Une église dédiée à saint Géraud est construite à l'endroit de la mairie actuelle. La seigneurie de Labarthe dépendait alors de la baronnie de Castelnau-de-Montratier. Labarthe est devenu un lieu très important qui ne cessera, pendant un siècle de s'agrandir. La ville possède ses consuls et sa juridiction seigneuriale.
C'est ensuite la guerre de Cent Ans, la baronne Hélène fait front contre les Anglais, le château fut pris et repris lors de combats terribles. Pendant près d'un siècle le pays se remet de ses blessures, le château est rénové.
Mais le baron de Castelnau opte pour la Ligue catholique et le château est pillé le jour de Noël 1576 ; c'est en 1622 que les destructions sont les plus fortes, une armée protestante partie de Montauban attaquera le château qui durant ces guerres de religion sera presque entièrement démoli.
Il sera quelque peu restauré, mais la Révolution éclate et c'est la fin de la « Baronnie ».
Aujourd'hui il ne reste plus du château qu'une partie de la tour, le site cache dans sa terre tous ses souvenirs.

## Politique et administration

### Administration municipale
Le nombre d'habitants au dernier recensement étant compris entre 100 et 499, le nombre de membres du conseil municipal est de 11.

### Liste des maires
| Période                                  | Période        | Identité                       | Étiquette | Qualité                   |
| ---------------------------------------- | -------------- | ------------------------------ | --------- | ------------------------- |
| Les données manquantes sont à compléter. |                |                                |           |                           |
| 1793                                     | 1797           | Antoine Couderc                |           |                           |
| 1797                                     | 1813           | Géraud Sahuc                   |           |                           |
| 1813                                     | 1831           | Charles Claude Durieu          |           |                           |
| 1831                                     | 1834           | Jean Sahuc                     |           |                           |
| 1834                                     | 1835           | Géraud Belveze                 |           |                           |
| 1835                                     | 1838           | Jean-Baptiste Verdie           |           |                           |
| 1838                                     | 1845           | Géraud Belveze                 |           |                           |
| 1845                                     | 1848           | Jean Sahuc                     |           |                           |
| avril 1848                               | septembre 1848 | Henri Bringuier                |           |                           |
| 1848                                     | 1852           | Jean Calvet                    |           |                           |
| 1852                                     | 1855           | Jean Ruc                       |           |                           |
| 1855                                     | 1859           | Antoine Sahuc                  |           |                           |
| 1859                                     | 1865           | Jean Calvet                    |           |                           |
| 1865                                     | 1871           | Pierre Landrevie               |           |                           |
| 1871                                     | 1888           | Jean Verdie                    |           |                           |
| 1888                                     | 1895           | Jean-Baptiste Plazen           |           |                           |
| 1895                                     | 1900           | Jean-Baptiste Sahuc            |           |                           |
| 1900                                     | 1906           | Jean-Baptiste Honoré Ressigeac |           |                           |
| 1906                                     | 1912           | Pierre Bonnet                  |           |                           |
| 1912                                     | 1942           | Aristide Théodore Calvet       |           |                           |
| 1942                                     | 1944           | André Bernadou                 |           |                           |
| 1944                                     | 1963           | Marcelin Delfour               |           |                           |
| 1963                                     | 1965           | Elie Sabatie                   |           |                           |
| 1965                                     | 2008           | René Calvet                    |           |                           |
| mars 2008                                | novembre 2017  | Jean-Claude Hebrard            |           | Décédé en cours de mandat |
| 2 février 2018                           | En cours       | André Bernadou                 |           |                           |

## Population et société

### Démographie
Les habitants de la commune sont appelés les Labarthais.
| 1793 | 1800  | 1806  | 1821  | 1831  | 1836  | 1841  | 1846  | 1851  |
| ---- | ----- | ----- | ----- | ----- | ----- | ----- | ----- | ----- |
| 949  | 1 046 | 1 106 | 1 137 | 1 180 | 1 133 | 1 204 | 1 140 | 1 112 |

| 1856  | 1861  | 1866 | 1872 | 1876  | 1881 | 1886 | 1891 | 1896 |
| ----- | ----- | ---- | ---- | ----- | ---- | ---- | ---- | ---- |
| 1 034 | 1 034 | 998  | 967  | 1 032 | 980  | 902  | 860  | 821  |

| 1901 | 1906 | 1911 | 1921 | 1926 | 1931 | 1936 | 1946 | 1954 |
| ---- | ---- | ---- | ---- | ---- | ---- | ---- | ---- | ---- |
| 772  | 736  | 744  | 619  | 645  | 643  | 647  | 608  | 549  |

| 1962 | 1968 | 1975 | 1982 | 1990 | 1999 | 2006 | 2008 | 2013 |
| ---- | ---- | ---- | ---- | ---- | ---- | ---- | ---- | ---- |
| 514  | 487  | 424  | 414  | 364  | 340  | 363  | 369  | 388  |

| 2018 | 2022 | - | - | - | - | - | - | - |
| ---- | ---- | - | - | - | - | - | - | - |
| 399  | 390  | - | - | - | - | - | - | - |

### Enseignement
- École primaire publique.

## Économie

### Revenus
En 2018, la commune compte 157 ménages fiscaux, regroupant 349 personnes. La médiane du revenu disponible par unité de consommation est de 17 020 € (20 140 € dans le département).

### Emploi
|                | 2008  | 2013   | 2018   |
| -------------- | ----- | ------ | ------ |
| Commune        | 3,9 % | 9,6 %  | 4,4 %  |
| Département    | 8,4 % | 10,2 % | 10,3 % |
| France entière | 8,3 % | 10 %   | 10 %   |

En 2018, la population âgée de 15 à 64 ans s'élève à 229 personnes, parmi lesquelles on compte 74,7 % d'actifs (70,3 % ayant un emploi et 4,4 % de chômeurs) et 25,3 % d'inactifs,. Depuis 2008, le taux de chômage communal (au sens du recensement) des 15-64 ans est inférieur à celui de la France et du département.
La commune fait partie de la couronne de l'aire d'attraction de Montauban, du fait qu'au moins 15 % des actifs travaillent dans le pôle,. Elle compte 82 emplois en 2018, contre 68 en 2013 et 78 en 2008. Le nombre d'actifs ayant un emploi résidant dans la commune est de 163, soit un indicateur de concentration d'emploi de 50,4 % et un taux d'activité parmi les 15 ans ou plus de 51,8 %.
Sur ces 163 actifs de 15 ans ou plus ayant un emploi, 61 travaillent dans la commune, soit 37 % des habitants. Pour se rendre au travail, 75,5 % des habitants utilisent un véhicule personnel ou de fonction à quatre roues, 1,2 % les transports en commun, 2,4 % s'y rendent en deux-roues, à vélo ou à pied et 20,9 % n'ont pas besoin de transport (travail au domicile).

### Activités hors agriculture
24 établissements sont implantés  à Labarthe au 31 décembre 2019.
Le secteur de l'industrie manufacturière, des industries extractives et autres est prépondérant sur la commune puisqu'il représente 29,2 % du nombre total d'établissements de la commune (7 sur les 24 entreprises implantées  à Labarthe), contre 9,6 % au niveau départemental.

### Agriculture
La commune est dans le « Bas-Quercy de Montpezat », une petite région agricole couvrant une bande nord  du département de Tarn-et-Garonne. En 2020, l'orientation technico-économique de l'agriculture  sur la commune est la polyculture et/ou le polyélevage. 
|               | 1988  | 2000  | 2010  | 2020  |
| ------------- | ----- | ----- | ----- | ----- |
| Exploitations | 77    | 53    | 59    | 33    |
| SAU (ha)      | 1 645 | 1 541 | 1 573 | 1 515 |

Le nombre d'exploitations agricoles en activité et ayant leur siège dans la commune est passé de 77 lors du recensement agricole de 1988  à 53 en 2000 puis à 59 en 2010 et enfin à 33 en 2020, soit une baisse de 57 % en 32 ans. Le même mouvement est observé à l'échelle du département qui a perdu pendant cette période 57 % de ses exploitations,. La surface agricole utilisée sur la commune a également diminué, passant de 1 645 ha en 1988 à 1 515 ha en 2020. Parallèlement la surface agricole utilisée moyenne par exploitation a augmenté, passant de 21 à 46 ha.

## Culture locale et patrimoine

### Lieux et monuments
- Le château de Labarthe (XVIe/XVIIIe siècle).
- Église Saint-Martin de Labarthe (XVIIe siècle).
- Église Saint-Jean de Saint-Jean-de-Perges (XIXe siècle).
- Église de l'Assomption de Nevèges (XVe/XVIe siècle).
- Colombier du XVIIIe siècle à Petitou.
- Moulin de Saint-Géraud.
- Circuit de motocross régional et national de Saint-Jean de Perges.
- Ferme pédagogique de Saint-Martin.
- Circuit de randonnée : circuit des oiseaux avec des panoramas à observer.
- Rives de la Lupte et du Lemboulas.
- Bois Griffoulet, Bois Grand.

### Personnalités liées à la commune
- Antonin Perbosc (1861-1944), grand poète occitan ainsi qu'un ardent défenseur de la culture et de la langue occitane.

## Pour approfondir